# Constance Endicott Hartt

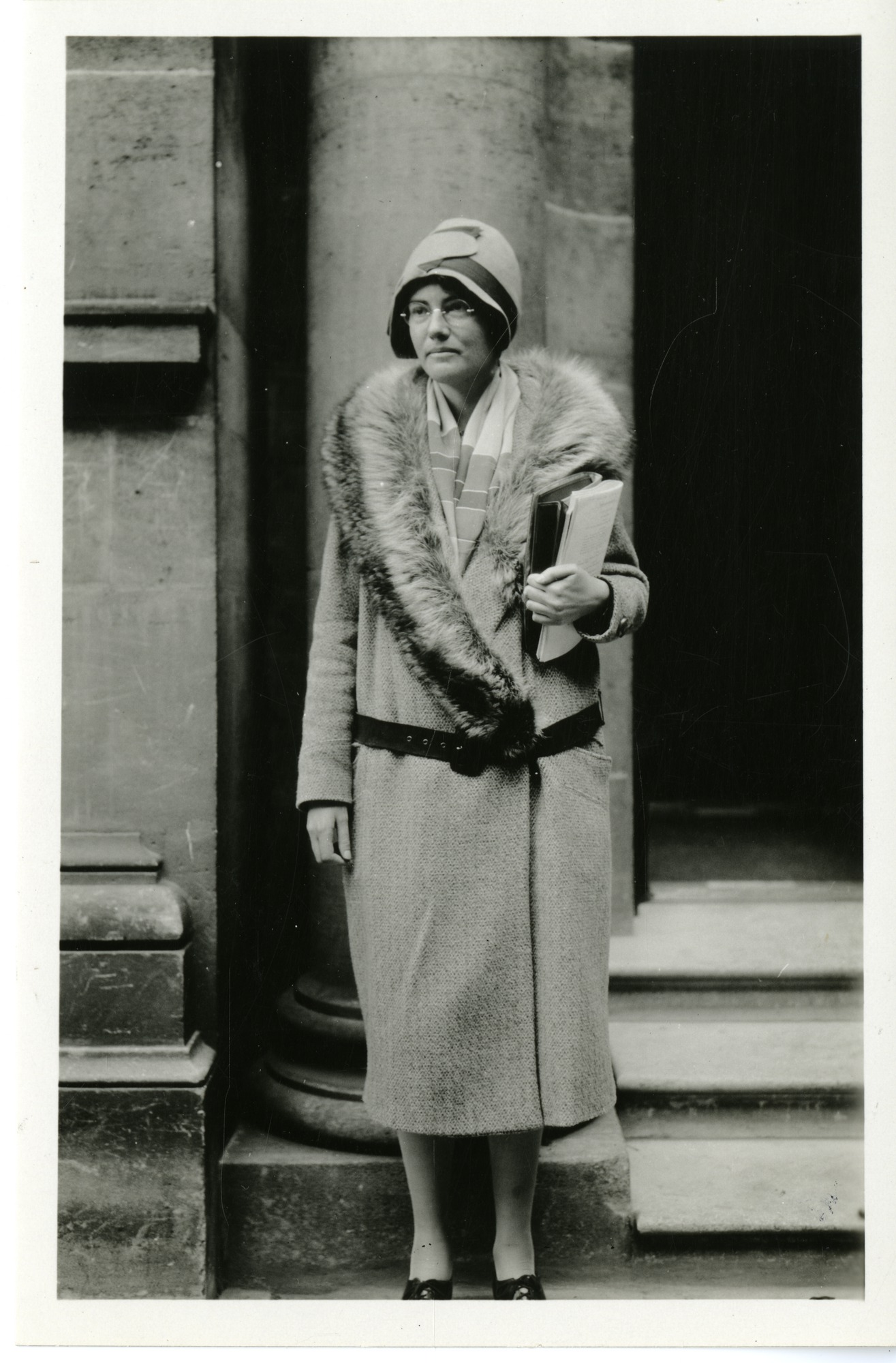
Constanza Endicott Hartt

Constance Endicott Hartt (2 de noviembre de 1900 - 21 de diciembre de 1984) fue una botánica estadounidense destacada por sus investigaciones sobre la caña de azúcar . Nació en Passaic, Nueva Jersey . Se graduó de Mount Holyoke College en 1922.  Enseñó en la Universidad St. Lawrence y en el Connecticut College . También trabajó como botánica para la Asociación de Plantadores de Azúcar de Hawai .   Hartt se especializó en el estudio de la cultura precolombina, particularmente en América Latina. Durante su carrera, realizó importantes investigaciones y excavaciones arqueológicas en varios países de América Central y del Sur.
Además de su trabajo en el campo de la arqueología, Hartt también fue reconocida por su labor como conservadora de arte y museos. Trabajó en el Museo de Bellas Artes de Boston y en el Museo de Arte de Filadelfia, entre otros.
Hartt fue una figura influyente en el ámbito de la arqueología y la historia del arte, y sus contribuciones continúan siendo valoradas en la comunidad académica y museística.